# Chimonobambusa hsuehiana
Chimonobambusa hsuehiana är en gräsart som beskrevs av De Zhu Li och H.Q.Yang. Chimonobambusa hsuehiana ingår i släktet Chimonobambusa och familjen gräs. Inga underarter finns listade i Catalogue of Life.